# Kubistický trojdům na Rašínově nábřeží
Kubistický trojdům na Rašínově nábřeží je rodinný trojdům postavený v kubistickém slohu v letech 1912–1913. Trojdům se nachází na Rašínově nábřeží u břehu Vltavy v Praze 2-Vyšehradě na adresách Rašínovo nábřeží 42/6, 47/8, 71/10.

## Popis a poloha

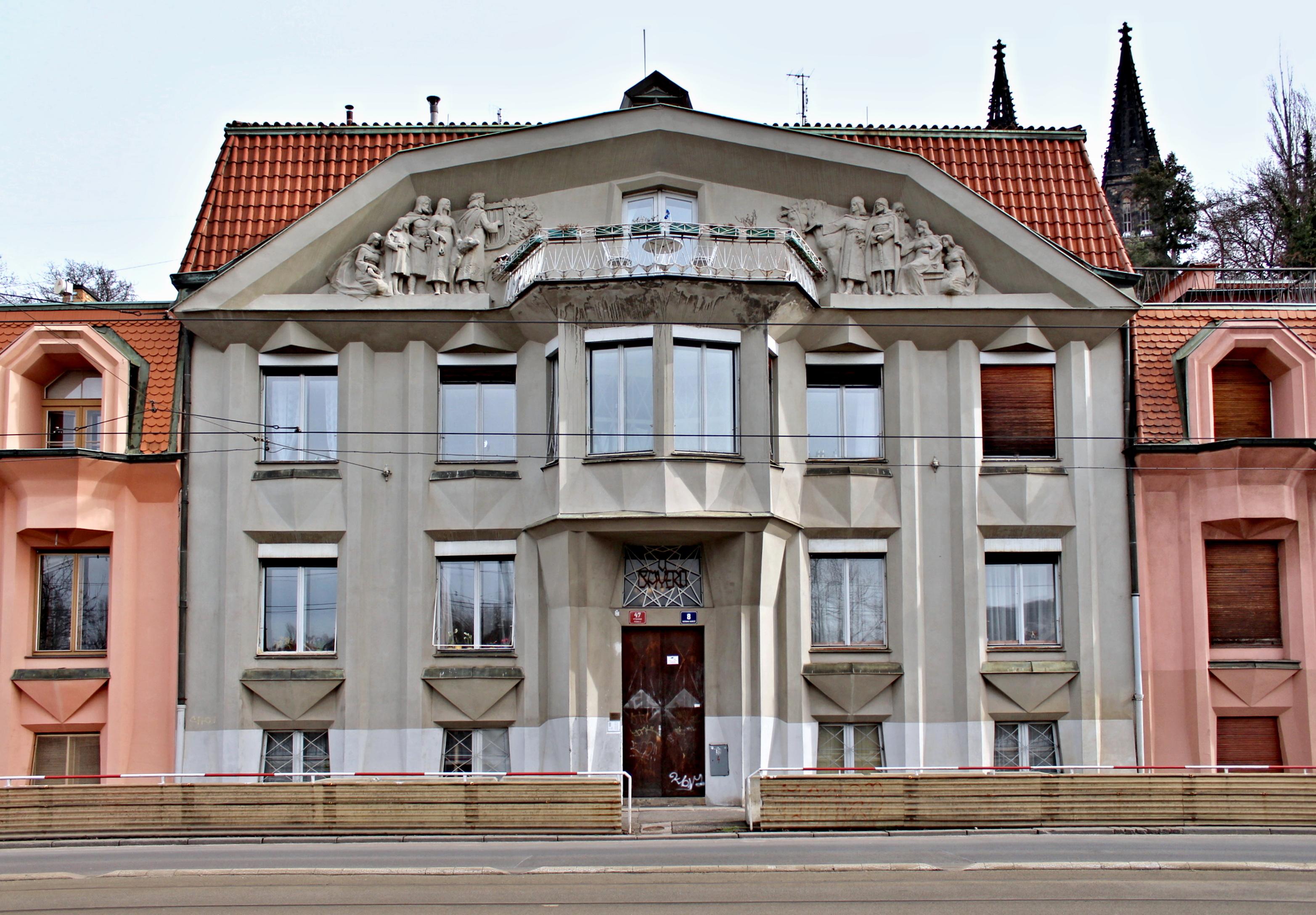
Detail středové části domu

Dům je zajímavě a současně citlivě situován na úpatí Vyšehradu při vltavském břehu, na poměrně frekventované ulici Rašínovo nábřeží v blízkosti Vyšehradského tunelu.
Podlouhlé průčelí domu je členěno do tří částí zrcadlově shodných: dvě krajní části v oranžové barvě a střední, o půdní patro vyšší, část s balkonem ve světlé barvě. Na přední podélné straně domu směrem do ulice jsou vyvedeny dominantní polygonální kubistické arkýře v mansardové střeše. Nad středovou částí domu, je balkon krytý pod širokým lomeným obloukem. Pod ním jsou sochařské výjevy ze staročeské mytologie: Ctirada s lyrou zpívajícího kněžně Libuši.

## Historie
Autorem projektu byl český architekt Josef Chochol v letech 1912–1913. V domě žila herečka Marie Rosůlková s bratrem Janem.